# تعديل (قانون)

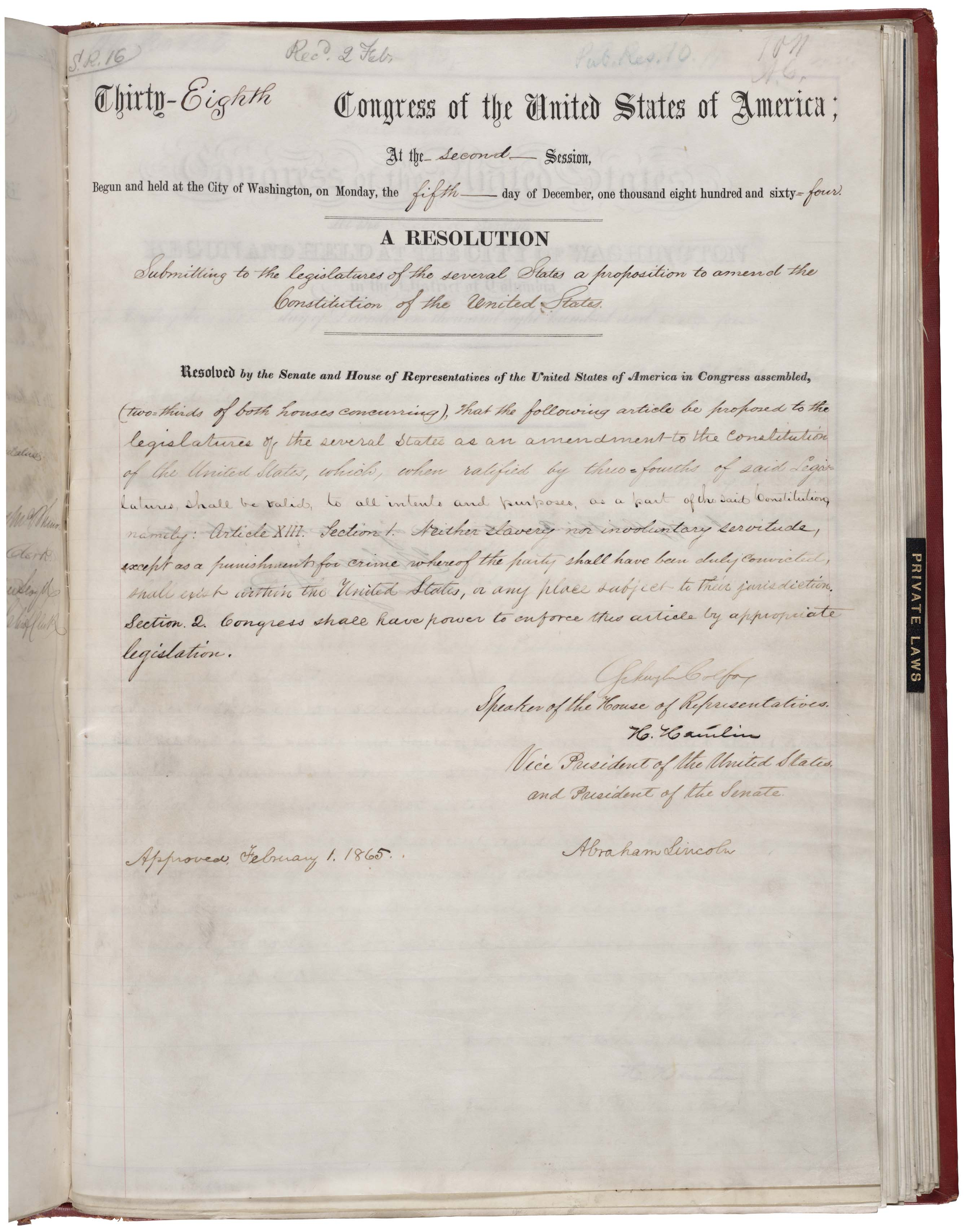

في السياق القانوني، التعديل هو إجراء عملية تغيير رسمية في دستور أو قانون أو عقد أو أي وثيقة قانونية أخرى. عادة ما يجرى التعديل عندما لا تقتضي الحاجة إلى كتابة وثيقة قانونية جديدة، حيث تكون التعديلات لإضافة أو إزالة أو تحديث فقرات ضمن تلك الوثيقة.
عندما يتم التعديل على الدستور، تسمى هذه الحالة بشكل خاص باسم التعديل الدستوري. تحتوي بعض الدساتير نصوصا محصنة تحمي جزءا من نص الدستور من التعديل بجعل الإجراء المتبع للتعديل أكثر صعوبة أو مستحيلا.

## اقرأ أيضاً
- تشريع